# حشره‌خوار جزایر قناری
 حشره‌خوار جزایر قناری (نام علمی: Crocidura canariensis) نام یک گونه از سرده حشره‌خوارهای دندان‌سفید است.